# Dlhá nad Oravou
Dlhá nad Oravou je obec na Slovensku v okrese Dolný Kubín v Žilinském kraji. Žije v ní přibližně 1 400 obyvatel.

## Historie
První písemná zmínka o obci pochází z roku 1420. V té době byla poddanskou obcí Oravského hradu. V roce 1683 ji vypálila polsko-litevská vojska. Kromě rolnictví a dobytkářství se obyvatelstvo zaobíralo rozvážením bryndzy, tvarohu a jehňat. Od roku 1837 začali v obci vyrábět kvalitní plátno. Po roce 1918 došlo k vystěhování mnohých obyvatel. V obci byly tři pily, výhně, rozvinuté košíkářství a tkalcovství. Požáry v letech 1930 a 1962 způsobily značné hospodářské škody

## Přírodní poměry
Obec se nachází v nadmořské výšce 527 metrů v údolí řeky Oravy a rozkládá na ploše 24,311 km². Okolní obce: Horná Lehota, Krivá, Podbiel, Sedliacka Dubová, Chlebnice. Tok řeky Oravy je součástí chráněného areálu Rieka Orava.
Přes obec prochází železniční trať Kraľovany – Trstená – Nowy Targ.

## Pamětihodnosti
- Barokně-klasicistní římskokatolický kostel svatého Ladislava z roku 1811
- Kaple Panny Marie Fatimské z roku 1946